# Schmellenhof (Schnabelwaid)
Schmellenhof (oberfränkisch: Schmellahuf) ist ein Gemeindeteil des Marktes Schnabelwaid im Landkreis Bayreuth (Oberfranken, Bayern). Schmellenhof liegt in der Gemarkung Preunersfeld.

## Lage
Der Weiler liegt auf einer Hochebene im nördlichen Teil der Fränkischen Alb. Gegen Osten fällt das Gelände in das Tal des dort entspringenden Bärenwinkelgraben ab. Eine Gemeindeverbindungsstraße führt nach Gößmannsreuth (0,2 km westlich) bzw. zur Kreisstraße BT 22 (0,9 km südlich).

## Geschichte
Der Ort wurde 1692 als „Schmellenhof“ erstmals urkundlich erwähnt. Das Bestimmungswort kann smelche (mhd. für dünnes, langhalmiges Gras) oder smelhe (mhd. für schmal) sein. 1740 gab es zwei Untertanen. Über sie hatte Pfalz-Neuburg die Grundherrschaft. Von 1791/92 bis 1810 gehörte der Ort zum preußische Justiz- und Kammeramt Pegnitz.
Mit dem Gemeindeedikt (frühes 19. Jahrhundert) wurde Schmellenhof dem Steuerdistrikt Lindenhardt und der Ruralgemeinde Zips zugewiesen. Im Zuge der Gebietsreform in Bayern wurde Schmellenhof am 1. Mai 1978 nach Schnabelwaid eingegliedert.